# Canadian Open 1957
Die Canada Open 1957 im Badminton fanden Anfang März 1957 in Kitchener statt. Die Titelkämpfe waren in diesem Jahr sowohl die nationalen als auch die internationalen Meisterschaften Kanadas.

## Finalergebnisse
| Disziplin    | Sieger                      | Finalist                        | Ergebnis          |
| ------------ | --------------------------- | ------------------------------- | ----------------- |
| Herreneinzel | David McTaggart             | Marten Mendez                   | 7-15, 15-3, 15-11 |
| Dameneinzel  | Judy Devlin                 | Lois Alston                     | 11-2, 11-3        |
| Herrendoppel | Donald Smythe Budd Porter   | David McTaggart Bert Fergus     | 15-5, 15-5        |
| Damendoppel  | Sue Devlin Judy Devlin      | Beatrice Massman Ethel Marshall | 15-5, 10-15, 15-3 |
| Mixed        | Bob Williams Ethel Marshall | Bill Purcell Marjory Shedd      | 15-8, 15-8        |